# Eupithecia silenicolata
Eupithecia silenicolata is een vlinder uit de familie spanners (Geometridae). De wetenschappelijke naam is voor het eerst geldig gepubliceerd in 1867 door Mabille.
De soort komt voor in Europa.